# Léon Schwartzenberg

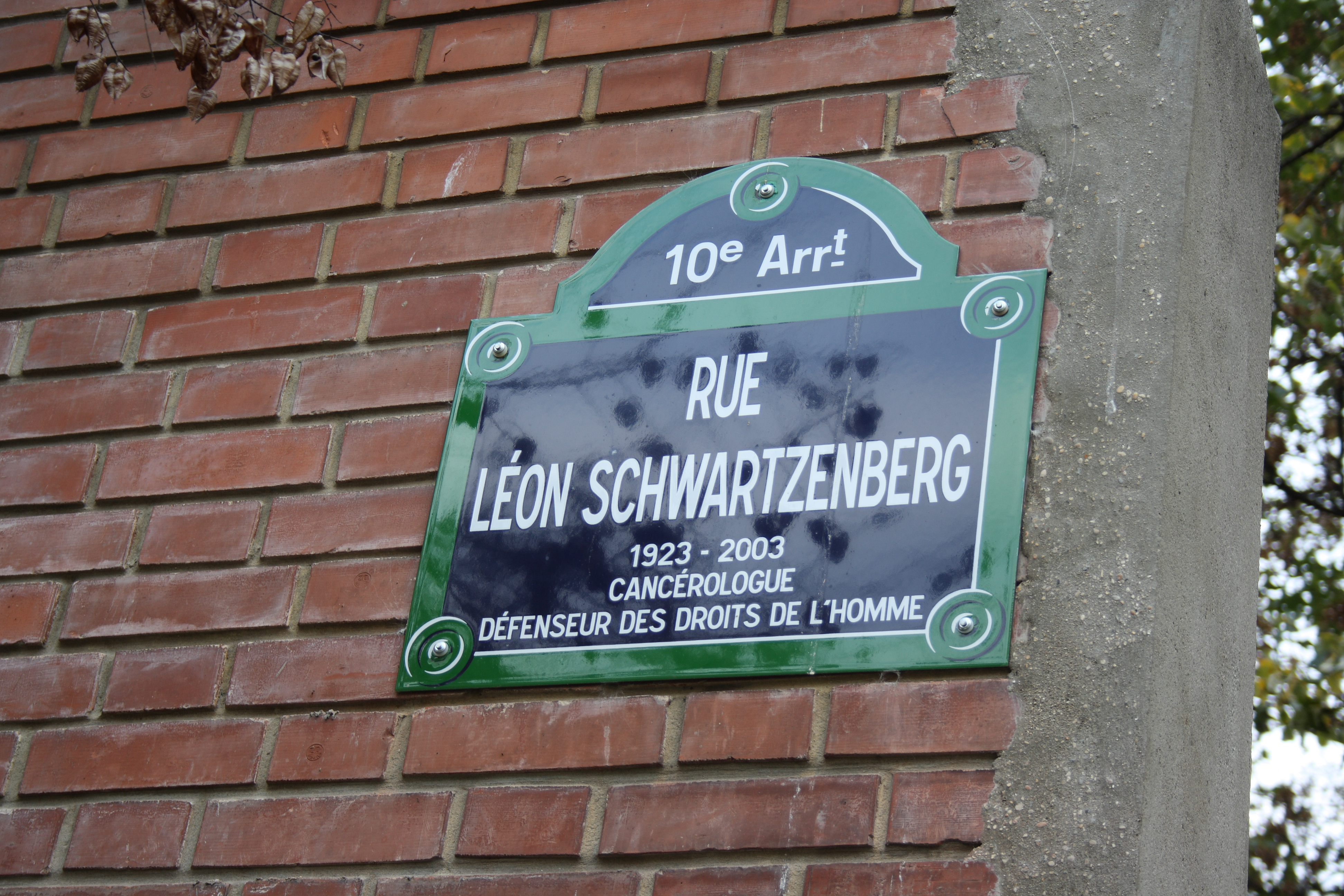
Tabliczka na budynku przy ulicy Léona Schwartzenberga w Paryżu

Léon Schwartzenberg (ur. 2 grudnia 1923 w Paryżu, zm. 14 października 2003 w Villejuif) – francuski lekarz, specjalista w zakresie onkologii, a także polityk, eurodeputowany III kadencji.

## Życiorys
Urodził się w rodzinie zamieszkujących Paryż Żydów. W trakcie II wojny światowej rodzina wyjechała do Tuluzy. Podjął tam studia medyczne, z których został usunięty z uwagi na pochodzenie. Zaangażował się w działalność ruchu oporu. Dwóch jego braci zostało zatrzymanych i deportowanych do KL Mauthausen, gdzie obaj zginęli. Po wojnie Léon Schwartzenberg dokończył studia medyczne w Paryżu. Specjalizował się w onkologii. Pracował w paryskim szpitalu Hôpital Saint-Louis, następnie w instytucie onkologicznym Institut Gustave-Roussy w Villejuif, gdzie objął stanowisko profesorskie.
Zyskał rozpoznawalność swoimi działaniami społecznymi i publicznymi wypowiedziami. Opowiadał się za dostarczaniem narkomanom strzykawek i wykonywaniem ciężarnym kobietom badań na obecność wirusa HIV. Zajmował się także organizowaniem akcji na rzecz osób bezdomnych. W 1991 został zawieszony na okres roku przez samorząd lekarski, gdy ujawnił w prasie, że w 1987 pomógł przy eutanazji nieuleczalnie chorego pacjenta. W 1993 decyzję tę unieważniła Rada Stanu. Był autorem publikacji książkowych, m.in. Changer la mort (1977) i Requiem pour la vie (1985).
29 czerwca 1988 został ministrem delegowanym (wiceministrem) do spraw zdrowia w rządzie Michela Rocarda. Ustąpił już 8 lipca tegoż roku po kontrowersyjnych wypowiedziach dotyczących m.in. narkomanii. W 1989 jako niezależny kandydat z ramienia Partii Socjalistycznej uzyskał mandat posła do Parlamentu Europejskiego III kadencji, wykonując go do 1994. W 1992 z ramienia listy Bernarda Tapie wszedł w skład rady regionu Prowansja-Alpy-Lazurowe Wybrzeże; jego wybór został wkrótce jednak unieważniony na skutek nieprawidłowości finansowych kampanii wyborczej. W wyborach europejskich w 1994 był głównym kandydatem listy Europa zaczyna się w Sarajewie, zorganizowanej dla zwrócenia uwagi na sytuację w Bośni i Hercegowinie.
Był mężem aktorki Mariny Vlady.